# Darden Restaurants
Darden Restaurants, Inc. (NYSE: DRI) er en amerikansk multi-brand restaurantoperatør, der har hovedkvarter i Orlando, Florida. De ejer tre fine restaurantkæder: Ruth’s Chris Steak House, Eddie V's og The Capital Grille; samt seks casual dining-restaurantkæder: Olive Garden Italian Restaurant, LongHorn Steakhouse, Bahama Breeze, Seasons 52, Yard House og Cheddar's Scratch Kitchen. Darden har over 1.800 restauranter i otte lande og over 175.000 ansatte.